# Yotsuya kaidan
Yotsuya kaidan (四谷怪談, L'Histoire d'Oiwa et de Tamiya Iemon) est un conte de trahison, de meurtre et de vengeance fantomatique. Probablement l'histoire de fantôme japonaise la plus célèbre, elle a fait l’objet de plus de trente adaptations cinématographiques et continue à être une influence importante du J-Horror d’aujourd'hui.
Écrit en 1825 par Tsuruya Namboku IV comme pièce de kabuki, le titre original était Tōkaidō Yotsuya kaidan (東海道四谷怪談). Il est maintenant généralement raccourci et traduit librement par L'Histoire du fantôme de Yotsuya.

## Histoire
Yotsuya kaidan est présentée pour la première fois en 1825 au Nakamura-za à Edo (ancien nom de l'actuelle Tokyo) en double programme avec l'extraordinairement populaire Kanadehon chushingura. En temps normal, avec un double programme kabuki, la première pièce est mise en scène dans son intégralité suivie par la seconde. Toutefois, dans le cas de Yotsuya kaidan, il a été décidé d'entremêler les deux drames avec une mise en scène complète sur deux jours : le premier jour a commencé avec Kanadehon chushingura à partir de l'acte I jusqu'à l'acte VI, suivi par Tōkaidō yotsuya kaidan de l'acte I à l'acte III. Le jour suivant commence avec la scène du canal Onbō suivie de Kanadehon chushingura de l'acte VII à l'acte XI, puis des actes IV et V de Tōkaidō yotsuya kaidan pour conclure le programme.
La pièce connaît un incroyable succès et oblige les producteurs à planifier des représentations supplémentaires hors saison pour répondre à la demande. L'histoire s'appuie sur les craintes populaires en sortant les fantômes du Japon des temples et des demeures aristocratiques pour les amener dans les foyers des gens du commun, le type exact de personnes dont était composé le public de son théâtre.

## Trame
En tant qu'histoire de fantôme japonais la plus adaptée, les détails de Yotsuya kaidan ont été modifiés au fil du temps, ayant souvent peu de ressemblance avec la pièce kabuki originale, l'élément fantomatique étant parfois même complètement supprimé. Cependant, l'histoire de base reste généralement la même et reconnaissable.
Note : le résumé suivant reprend l'original de la production de 1825 au Nakamura-za. En tant que tel, il ne détaille pas les nombreuses intrigues secondaires et personnages ajoutés à l'histoire au cours des années écoulées.

### Acte I
Tamiya Iemon, un rōnin, est engagé dans un échange houleux avec son beau-père, Yotsuya Samon, à propos d'Oiwa, la fille de Samon. Après que Samon a suggéré que Iemon et sa fille doivent se séparer, le rōnin devient furieux et tue Samon. La scène suivante se concentre sur le personnage de Naosuke qui est sexuellement obsédé par la sœur d'Oiwa, la prostituée Osode, bien qu'elle soit déjà mariée à Satō Yomoshichi. Comme cette scène commence, Naosuke est au bordel local faisant des avances à Osode lorsque Yomoshichi et Takuetsu, le propriétaire de la maison close, entrent. Incapable de payer une redevance exigée par Takuetsu, il est raillé à la fois par Yomoshichi et Osode et expulsé de force. Peu après, Naosuke ivre assassine Okuda Shōzaburō, son ancien maître qu'il prend pour Yomoshichi. Le spectateur comprend que cela se passe au moment précis où Samon est assassiné. C'est à ce moment qu'Iemon et Naosuke s'allient et conspirent pour tromper Oiwa et Osode et leur faire croire qu'ils vont se venger sur les personnes responsables de la mort de leur père. En retour, Osode accepte d'épouser Naosuke.

### Acte II
Oume, la petite-fille d'Itō Kihei, est tombée amoureuse d'Iemon. Cependant, se croyant moins attirante qu'Oiwa, elle pense qu'Iemon ne voudra jamais devenir son mari. Sympathisant avec la situation difficile d'Oume, les Itō décident de défigurer Oiwa en lui envoyant un poison local supposé être une crème pour le visage. Oiwa, à son insu à ce moment-là, est immédiatement marquée par la crème quand elle l'applique. En découvrant l'affreuse nouvelle physionomie de sa femme, Iemon décide qu'il ne peut plus rester avec elle. Il demande à Takuetsu de violer Oiwa afin de disposer d'une raison honorable pour en divorcer. Takuetsu ne peut s'y résoudre et à la place montre simplement à Oiwa son reflet dans un miroir. Réalisant qu'elle a été trompée, Oiwa devient hystérique et, ramassant une épée, se dirige vers la porte. Takuetsu va à sa rencontre pour la retenir mais Oiwa, en tentant de lui échapper, se perfore accidentellement la gorge avec la pointe de l'épée. Comme elle git à terre, saignant à mort devant un Takuetsu abasourdi, elle maudit le nom de Iemon. Peu de temps après, Iemon se fiance à Oumé. L'acte II se termine avec Iemon qui, trompé par le fantôme d'Oiwa, tue à la fois Oume et son grand-père durant la nuit du mariage.

### Acte III
Les membres restants de la maison Itō sont anéantis. Iemon jette Oyumi, la mère d'Oume, dans le canal Onbō et Omaki, le serviteur d'Oyumi se noie par accident. Naosuke arrive déguisé sous le nom de Gonbei, vendeur d'anguilles, et exerce un chantage sur Iemon, le menaçant de rendre public un précieux document. Iemon réfléchit à ses perspectives tandis qu'il pêche le long du canal Onbō. Sur le talus au-dessus du canal, Iemon, Yomoshichi et Naosuke paraissent engagés dans une lutte pour la possession d'une note qui passe de main en main dans l'obscurité.

### Acte IV
À l'ouverture, Naosuke fait pression sur Osode afin de consommer leur mariage, chose à laquelle elle semble curieusement opposée. Yomoshichi apparaît et accuse Osode d'adultère. Osode se résigne à la mort en expiation et convainc Naosuke et Yomoshichi qu'ils doivent la tuer. Elle laisse une note d'adieu qui apprend à Naosuke qu'Osode était sa sœur cadette. Pour la honte qu'il ressent de son acte, ainsi que pour le meurtre de son ancien maître, il se suicide.

### Acte V
Iemon, toujours hanté par le fantôme d'Oiwa, fuit dans un refuge de montagne isolé. Là, il sombre rapidement dans la folie tandis que ses rêves et la réalité commencent à fusionner et que la présence hantée d'Oiwa s'intensifie. L'acte se termine avec l'assassinat de Iemon par Yomoshichi, à la fois par vengeance et compassion.

## Fondement historique
Nanboku a incorporé deux meurtres spectaculaires de la vie réelle dans Yotsuya kaidan, alliant réalité et fiction d'une manière à laquelle le public était particulièrement réceptif. Le premier concernait deux serviteurs meurtriers de leurs maîtres respectifs, capturés et exécutés le même jour. Le deuxième assassin était un samouraï qui, ayant découvert que son concubine avait une liaison avec un domestique, a fait clouer la concubine infidèle et le serviteur sur une planche de bois et les a fait jeter dans la Kanda-gawa.

## Popularité
La popularité de Yotsuya kaidan est souvent expliquée par la façon dont la pièce correspond à l'humeur de son époque ainsi qu'à son utilisation de thèmes universels. L'ère Bunsei est une période d'agitation sociale et la position refoulée des femmes dans la société est sévère. L'échange du pouvoir pour l'impuissance est quelque chose auquel le public peut se rapporter. Oiwa passe du statut de fragile victime à celui de puissante vengeresse tandis qu'Iemon se transforme de bourreau en tourmenté.
Par ailleurs, Oiwa est beaucoup plus directe dans sa vengeance que Okiku, autre populaire fantôme kabuki, et beaucoup plus brutale aussi. Ce niveau supplémentaire de violence fait vibrer le public qui cherche des formes de divertissement de plus en plus violentes.
La mise en scène de Yotsuya kaidan est en outre pleine de fantastiques effets spéciaux, son visage ruiné se projetant magnifiquement d'une lanterne posée sur scène et ses cheveux tombant en invraisemblable quantité.
Yotsuya kaidan associe les conventions du kizewamono (« pièce de la vie réelle ») qui portent sur la vie des non-nobles, et celles du kaidanmono (« pièce de fantôme »).

## Fantôme d'Oiwa
Oiwa est un onryō, un fantôme qui cherche vengeance. Sa grande passion pour la vengeance lui permet de revenir vers la Terre. Elle partage la plupart des traits communs de ce style de fantôme japonais, y compris la robe blanche représentant le kimono d'enterrement qu'elle aurait porté, les longs cheveux loqueteux et le visage blanc/indigo qui désigne un fantôme dans le théâtre kabuki.
Oiwa possède des traits spécifiques qui la distinguent physiquement d'autre onryo. Le plus célèbre est son œil gauche, qui pend sur son visage en raison du poison donné par Iemon. Cette caractéristique est exagérée dans les représentations kabuki pour donner à Oiwa une apparence distincte. Elle est souvent représentée comme partiellement chauve, autre effet du poison. Dans une scène spectaculaire de la pièce, l'Oiwa vivante est assise devant un miroir et se peigne tandis que ses cheveux tombent à cause du poison. Cette scène est une subversion de scènes érotiquement chargées de peignage de cheveux dans les pièces d'amour du kabuki. Les cheveux s'entassent à des hauteurs considérables grâce à un accessoiriste qui se trouve sous la scène et pousse de plus en plus de cheveux à travers le plancher tandis qu'Oiwa se peigne.
Oiwa est supposée enterrée dans un temple, le Myogyo-ji situé dans le quartier Sugamo de l'arrondissement Toshima de Tokyo. La date de sa mort est donnée comme le 22 février 1636. Plusieurs productions de Yotsuya kaidan, dont des adaptations au cinéma et à la télévision, ont rapporté de mystérieux accidents, des blessures et même des décès. Avant de mettre en scène une adaptation de Yotsuya kaidan, il est maintenant de tradition pour les principaux acteurs et le réalisateur de faire un pèlerinage à la tombe d'Oiwa et de lui demander la permission et sa bénédiction pour leur production. Cette démarche est considérée comme particulièrement importante pour l'actrice endossant le rôle d'Oiwa.
Sadako Yamamura du film Ring est un hommage manifeste à Oiwa. Sa dernière apparition est une adaptation directe d'Oiwa, avec les cheveux tombant en cascade et son œil tombant et déformé.
Également dans Ju-on lorsque Hitomi regarde la télévision, le présentateur se transforme en femme avec un petit œil et l'autre grand, ce qui est peut-être une référence à Oiwa.

## Yotsuya kaidanet l'ukiyo-e
Pièce populaire du répertoire kabuki, Yotsuya kaidan devient bientôt aussi un sujet familier auprès des artistes ukiyo-e. En 1826, la même année où la pièce est présentée au Sumiza-za à Osaka, Shunkosai Hokushu produit Le Fantôme d'Oiwa ». Elle est reconnaissable à ses yeux baissés et à sa calvitie partielle.
Une image inhabituelle avec une Oiwa encore vivante est dépeinte comme l'une des Nouvelles formes des trente-six fantômes par Tsukioka Yoshitoshi.
Katsushika Hokusai crée peut-être l'image la plus emblématique d'Oiwa dans sa série Cent histoires de fantômes où il dessine le visage de son esprit en colère fusionné avec une lanterne de temple. Shunkosai Hokuei fait une citation visuelle de la conception de Hokusai dans l'illustration ci-dessus, avec Iemon alors qu'il se transforme pour répondre à l'apparition et tire son épée. La scène de la lanterne est un thème favori, également gravé en netsuke. Cette image d'Oiwa semble donner une tasse de thé à Akari Ichijou dans sa pose victorieuse du jeu d'arcade The Last Blade.
Utagawa Kuniyoshi a illustré la scène à Hebiyama, montrant une Oiwa toujours avec une tête en forme de lanterne attendant Iemon, entouré de serpents et de fumée.

## Adaptations au cinéma
La première adaptation filmée est faite en 1912, suivie de quelque dix-huit autres versions entre 1913 et 1937. Shimpan yotsuya kaidan de Daisuke Itō, l'un des réalisateurs japonais les plus importants de son époque, constitue une notable adaptation. Yotsuya kaidan I & II de Keisuke Kinoshita, adaptation de 1949, supprime les éléments fantomatiques et présente Oiwa comme une apparition de la psyche coupable de son mari. Les studios Shintōhō produisent plusieurs versions, dont Yotsuya Kaidan (四谷怪談, Yotsuya Kaidan), film noir et blanc de Masaki Mōri en 1956 et Tokaido Yotsuya Kaidan de Nobuo Nakagawa en 1959, souvent considérée comme la meilleure adaptation de l'histoire à l'écran.
La Tōhō produit en 1966 une version réalisée par Shirō Toyoda avec Tatsuya Nakadai en vedette, distribuée sous le titre Illusion of Blood à l'étranger. En 1994, Kinji Fukasaku revient aux racines du kabuki et combine les histoires de Chūshingura et de Yotsuya kaidan dans le simple Crest of Betrayal.
L'histoire a également été adaptée à la télévision. Histoire 1[Quoi ?] du drama télévisé Kaidan hyaku shosetsu est une version de Yotsuya kaidan et les épisodes 1-4 de Ayakashi: Samurai Horror Tales, série d'animes TV de 2006, sont un autre récit de l'histoire.